# 中国基本建设优化研究会
中国基本建设优化研究会是中华人民共和国基本建设研究学者组成的群众性学术团体，是中国科学技术协会主管的社会团体，1978年成立。